# Cheiracanthium tetragnathoide
Cheiracanthium tetragnathoide – gatunek pająka z rodziny zbrojnikowatych.
Gatunek ten opisany został po raz pierwszy w 1949 roku przez Ludovica di Caporiacca na łamach „Commentationes Pontificia Academia Scientiarum”. Opisu dokonano na podstawie pojedynczego samca odłowionego w 1946 roku. Jako lokalizację typową wskazano Mau Range w Kenii; lokalizacja ta znajduje się współcześnie w hrabstwie Nyandarua. W 2007 roku Leon N. Lotz dokonał redeskrypcji gatunku.
Samiec ma ciało długości 6,2 mm przy karapaksie długości 2,3 mm i szerokości 1,6 mm. Szczękoczułki są przysadziste, o długich pazurach jadowych i siedmiu różnej wielkości zębach na krawędziach bruzdy; największy jest drugi ząb krawędzi tylnej, a najmniejszy jest pierwszy, wtórnie ząbkowany ząb krawędzi przedniej. Kolejność par odnóży od najdłuższej do najkrótszej to: I, IV, II, III. Opistosoma (odwłok) jest żółtoszara z wyraźnym znakiem nad sercem oraz szewronami po bokach i z tyłu. Nogogłaszczki samca mają wydłużone, ale krótsze niż rzepka i goleń razem wzięte cymbium, długą i na szczycie rozdwojoną apofizę retrolateralną goleni, małą i niezesklerotyzowaną apofizę tegularną, długi i niemal otaczający tegulum embolus oraz niezesklerotyzowany i słabo widoczny konduktor.
Pająk afrotropikalny, endemiczny dla Kenii, znany wyłącznie z lokalizacji typowej. Spotykany na drzewach.